# 콘월리스섬 (사우스셰틀랜드 제도)

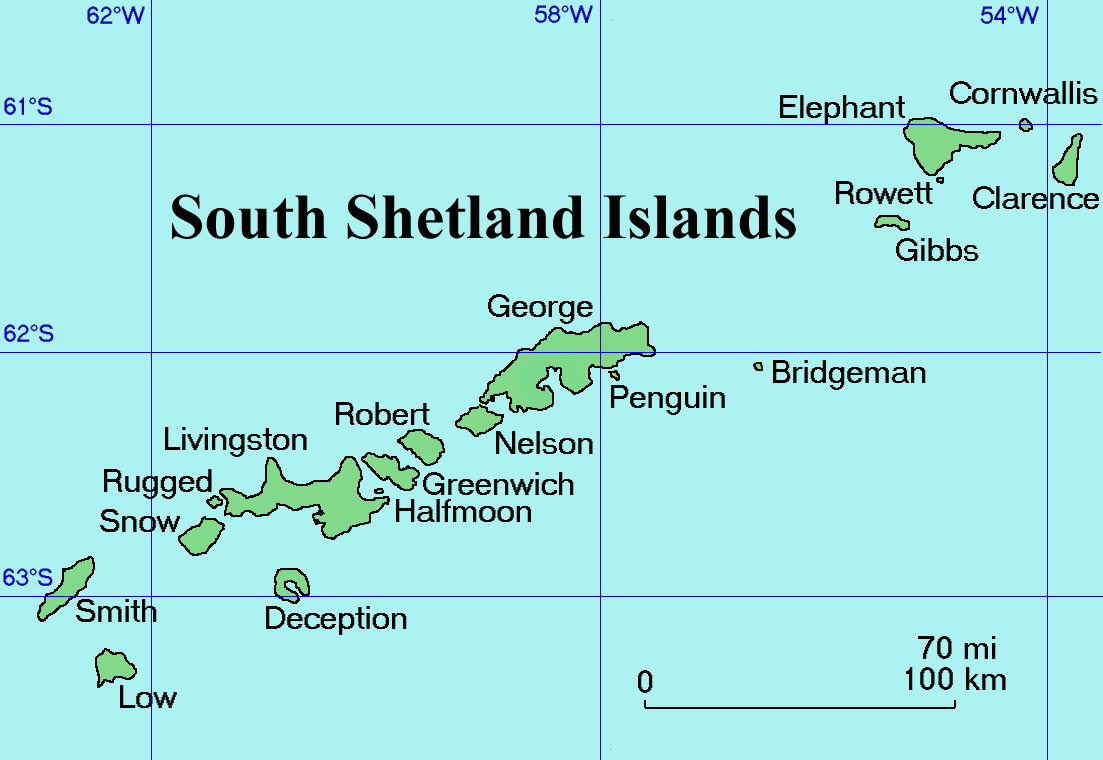
콘월리스섬

콘월리스섬(영어: Cornwallis Island)은 사우스셰틀랜드 제도에 있는 섬이다.

## 같이 보기
- 남극의 영유권 주장 목록